# Marcin Rożek

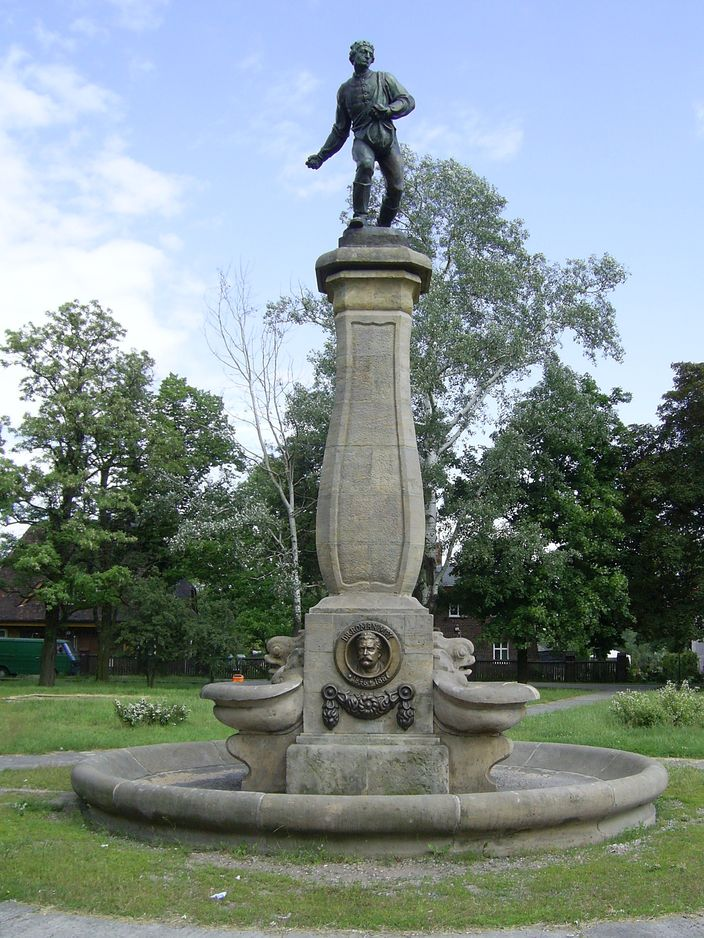
Pomnik Siewcy

Marcin Rożek (ur. 8 listopada 1885 w Kosieczynie k. Zbąszynka, zm. 19 maja 1944 w KL Auschwitz) – polski rzeźbiarz i malarz, profesor Szkoły Sztuk Zdobniczych w Poznaniu.

## Życiorys
W 1893 wraz z rodziną przeniósł się do Wolsztyna. W 1900 rozpoczął w Poznaniu naukę zawodu kamieniarza. W 1904 Towarzystwo Naukowej Pomocy im. Karola Marcinkowskiego przyznało mu stypendium, dzięki któremu mógł studiować w szkole rzemiosł artystycznych w Berlinie; kształcił się również w Akademii Sztuk Pięknych w Monachium (1905–1909) i Paryżu (1909–1911). W 1913 osiadł w Poznaniu. 
Podczas I wojny światowej został wcielony do armii niemieckiej, w roku zaś 1919 już w polskiej, ochotniczo w pułku ułanów poznańskich. Uczestniczył w powstaniu wielkopolskim w oddziałach Ignacego Mielżyńskiego, walczył pod Brodnicą jako zwykły kawalerzysta.
Po 1919 był aktywnym uczestnikiem życia kulturalnego Poznania. Współtworzył grupę artystów wielkopolskich „Plastyka” oraz wykładał w poznańskiej Szkole Sztuk Zdobniczych (stanowiącej później podstawę Akademii Sztuk Pięknych). Prace malarskie i rzeźbiarskie pokazywał na wielu wystawach krajowych, m.in. w Towarzystwie Przyjaciół Sztuk Pięknych w Poznaniu (1921), we Lwowie (1926) i Krakowie (1928), na Wystawie Sztuki Rodzimej w Krakowie (1922), w Towarzystwie Zachęty Sztuk Pięknych w Warszawie (1926). Rzeźby pomnikowe prezentowane były również na Wystawie Sztuki Religijnej w Padwie (1931) oraz w Brukseli (1931) i Malmö (1938).
Był wielokrotnie nagradzany, m.in. na Powszechnej Wystawie Krajowej w Poznaniu w 1920 roku otrzymał dyplom zasługi i Mały Złoty Medal. Nagrody i wyróżnienia otrzymywał na konkursach rzeźbiarskich, m.in. III miejsce w konkursie na pomnik Wolności w Poznaniu (1927), II miejsce w konkursie na pomnik Pracy w Katowicach (1929). Wiele jego prac zostało zniszczonych w czasie II wojny światowej.
W 1933 albo w 1934 przeniósł się do Wolsztyna, gdzie pracował do wybuchu II wojny światowej. W okresie wojny pracował w tajnych organizacjach, pisał ulotki, wykonywał fałszywe stemple. Ukrywał się przed aresztowaniem, został jednak zatrzymany przez Niemców w Tarnowie Podgórnym w 1941 i uwięziony w Forcie VII w Poznaniu. W lipcu 1943 przewieziony do niemieckiego obozu koncentracyjnego KL Auschwitz za odmowę stworzenia rzeźby Adolfa Hitlera, gdzie niespełna rok później zmarł.

## Niektóre prace
- rzeźby:
  - rzeźba Tadeusza Kościuszki (1917)[4]
  - relief św. Antoniego Padewskiego w Biskupicach Ołobocznych (1919)
  - Pomnik Siewcy w Luboniu koło Poznania (1923)
  - pomnik Fryderyka Chopina w Poznaniu (1923)
  - pomnik Stanisława Moniuszki w Poznaniu (1924)
  - pomnik Najświętszego Serca Pana Jezusa (1932)
  - pomnik Matki Boskiej Królowej Korony Polskiej w Kartuzach (1927, zniszczony w 1939, zrekonstruowany w 1945[5])
  - pomnik Bolesława Chrobrego w Gnieźnie (1929, zniszczony w 1939)
  - Symbole Przemysłu, Rolnictwa i Leśnictwa na Powszechnej Wystawie Krajowej w Poznaniu (1929, zniszczone w 1939)
  - rzeźby świętych w ołtarzu Serca Jezusowego w konkatedrze św. Stanisława w Ostrowie Wlkp. (1930)
  - Figura Kata na pręgierzu w Poznaniu (1925)
- obrazy:
  - Sjesta (1921)
  - Piast witający gości (1935)
  - cykl Apokalipsy (1937–1939)

W 1968 władze miasta Wolsztyna – w oparciu o prywatną kolekcję i dzięki szczodrobliwości siostry Marcina Rożka, Marysi – utworzyły muzeum jego imienia. We wnętrzach charakterystycznych dla lat 30. znajduje się ekspozycja stała poświęcona życiu i twórczości Marcina Rożka, a dwie sale przeznaczone są na wystawy czasowe. Muzeum upamiętnia także urodzonego w Wolsztynie filozofa i matematyka Józefa Marię Hoene-Wrońskiego.